# 小行星938
小行星938（938 Chlosinde）是一颗围绕太阳公转的小行星。
該小行星以發現者卡爾·威廉·萊茵姆特在曆書《Der Lahrer hinkende Bote》中選擇的女性人名克洛辛德 （Chlosinde）命名。

## 参数
这颗小行星的绝对星等为10.8个天文单位，自转周期为19.204小时。